# عمر مارتينيز
عمر مارتينيز (بالإسبانية: Omar Martínez)‏ هو سائق سباق أرجنتيني، ولد في 1966.